# 오미조정
오미조정(大溝町)은 시가현 다카시마군에 설치되었던 정이다. 현재의 다카시마시에 해당한다.